# USS Kearsarge (1861)
Pour les autres navires du même nom, voir USS Kearsarge.
L’USS Kearsarge est un sloop de guerre, notamment connu pour avoir coulé le CSS Alabama, navire du célèbre corsaire confédéré Raphael Semmes, durant un combat naval au large de Cherbourg en 1864, lors de la guerre de Sécession.
Il est construit en 1861 et sert dans l’Union Navy, avant de servir dans l’US Navy après la fin de la guerre de Sécession.

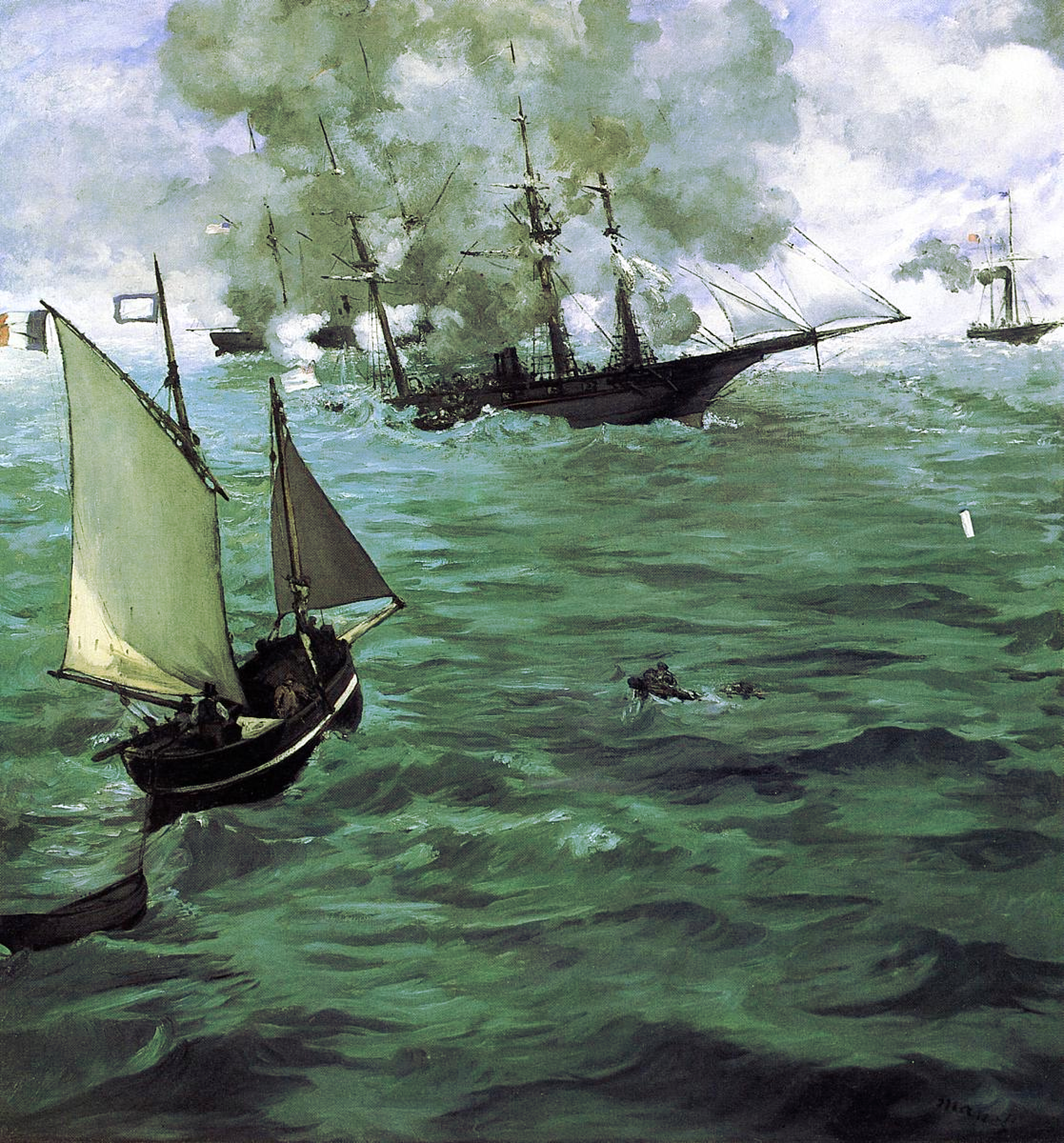
Le Combat du Kearsarge et de l'Alabama, 1864
Philadelphia Museum of Art.

Le peintre Édouard Manet a représenté ce bateau dans ses tableaux Le Combat du Kearsarge et de l'Alabama et Le Kearsarge à Boulogne en 1864.